# Tupolev Tu-134

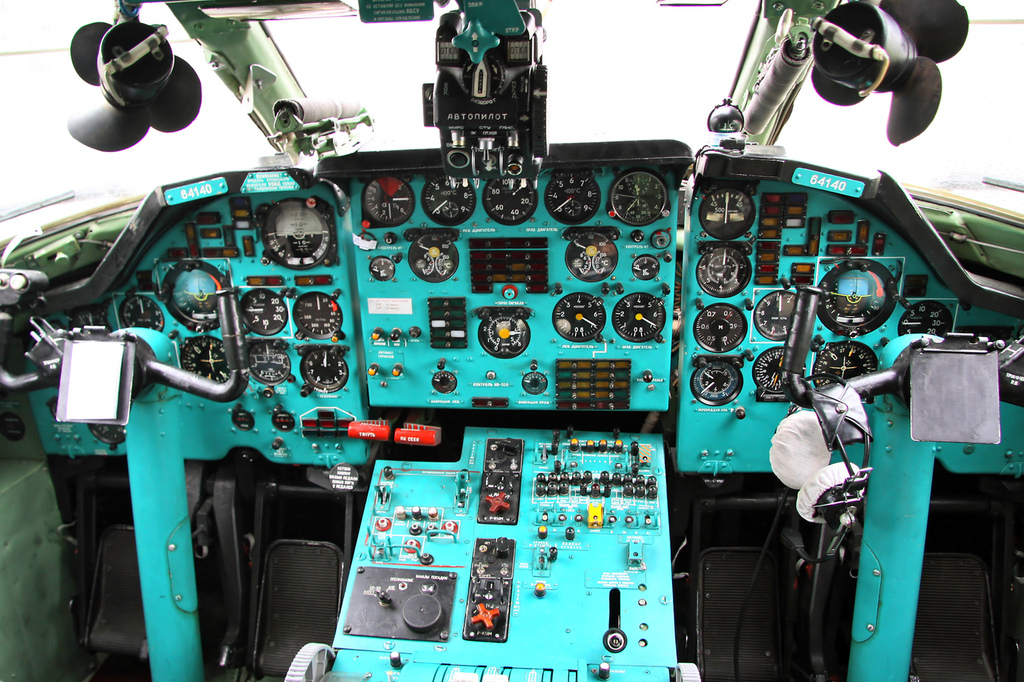
Il cockpit di un Tupolev Tu-134UBL.

Il Tupolev Tu-134 (in caratteri cirillici Туполев Ту-134, nome in codice NATO Crusty) è un aereo di linea bimotore a getto progettato dall'OKB 156 diretto da Andrej Nikolaevič Tupolev e sviluppato in Unione Sovietica negli anni sessanta.
Simile allo statunitense Douglas DC-9, è uno dei più diffusi aerei di linea dei paesi dell'ex Patto di Varsavia ed il numero di esemplari in servizio è in calo a causa delle restrizioni sull'inquinamento acustico.
Il Tu-134 ha prestato servizio per lungo tempo in 42 paesi tra Europa, Sud-Est asiatico, Medio Oriente, Africa ed America Latina, utilizzato in alcune compagnie aeree europee molto intensamente (fino a 12 decolli ed atterraggi giornalieri). Oltre al regolare servizio passeggeri, è stato anche utilizzato in varie forze aeree, esercito e marina in ruoli di supporto, per la formazione di piloti e navigatori e per scopi di ricerca nei test di progettazione per l'aviazione sovietica. Negli ultimi anni, un certo numero di esemplari sono stati convertiti per essere utilizzati come trasporto VIP.
La produzione complessiva del Tu-134 nel periodo 1966-1984 ammonta ad un totale di 852 costruiti.

## Versioni
Tu-134

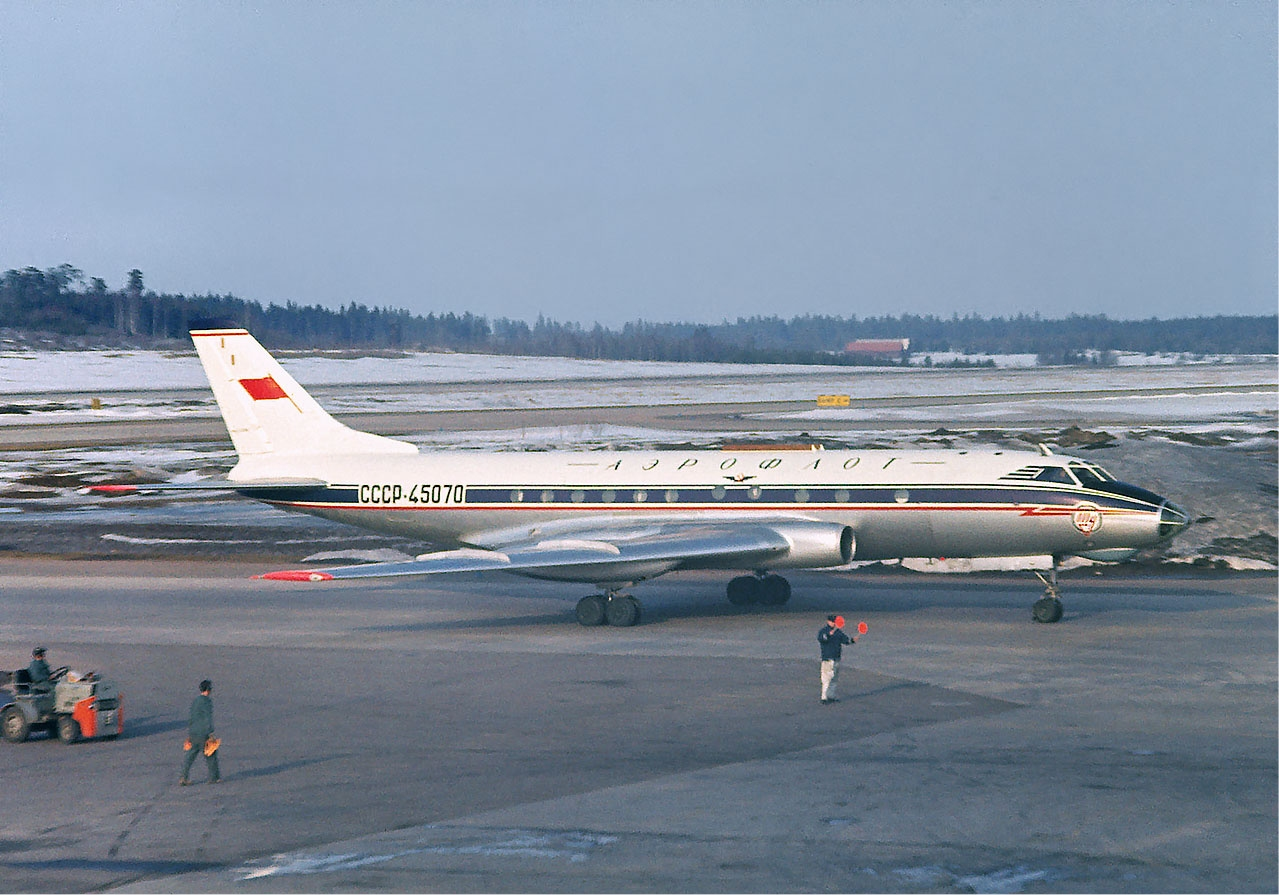
Tupolev Tu-124A CCCP-65976 dell'Aeroflot (1966)

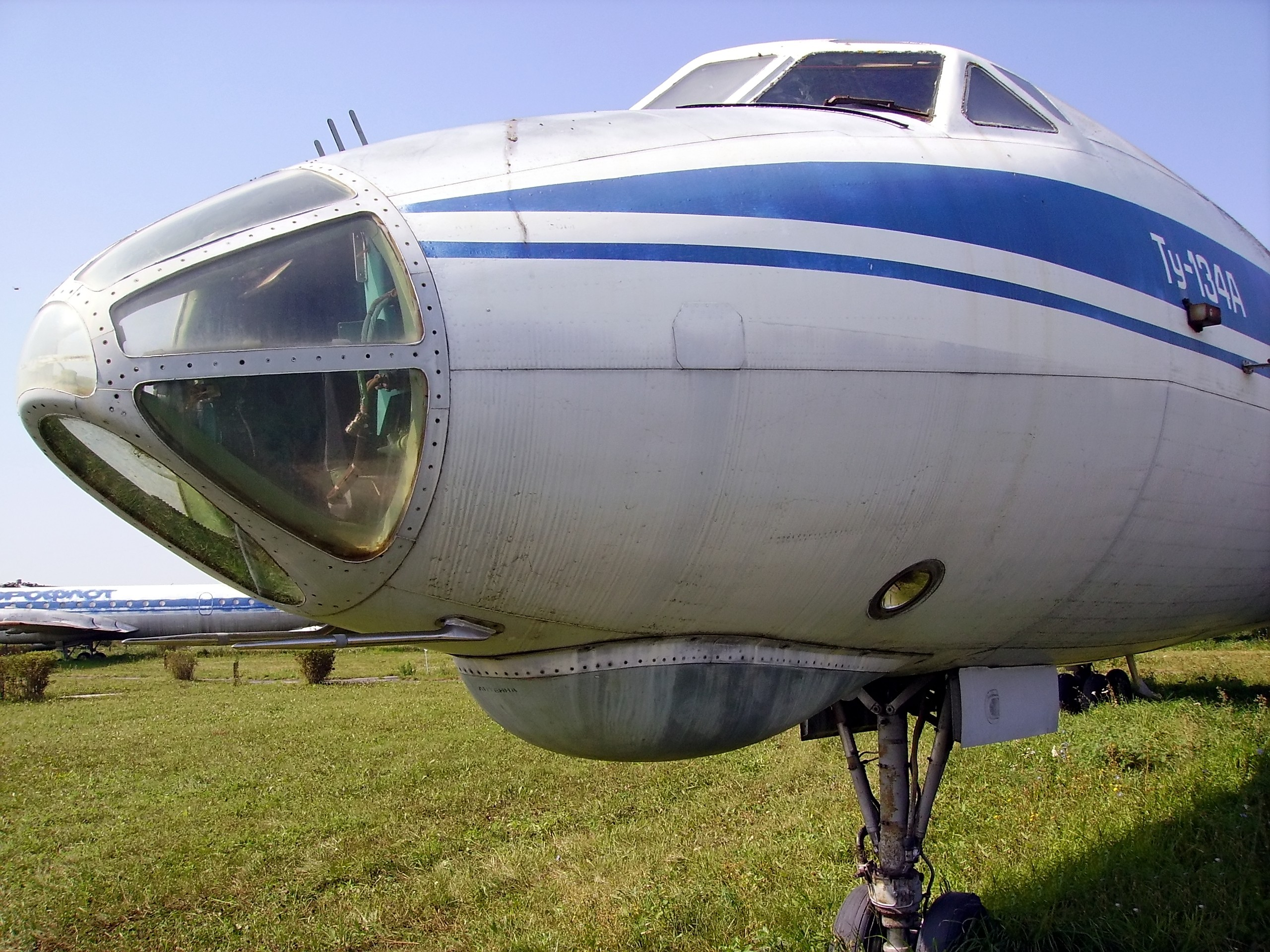
Tupolev Tu-134A con il suo caratteristico muso vetrato ed il radar posizionato nella parte inferiore.

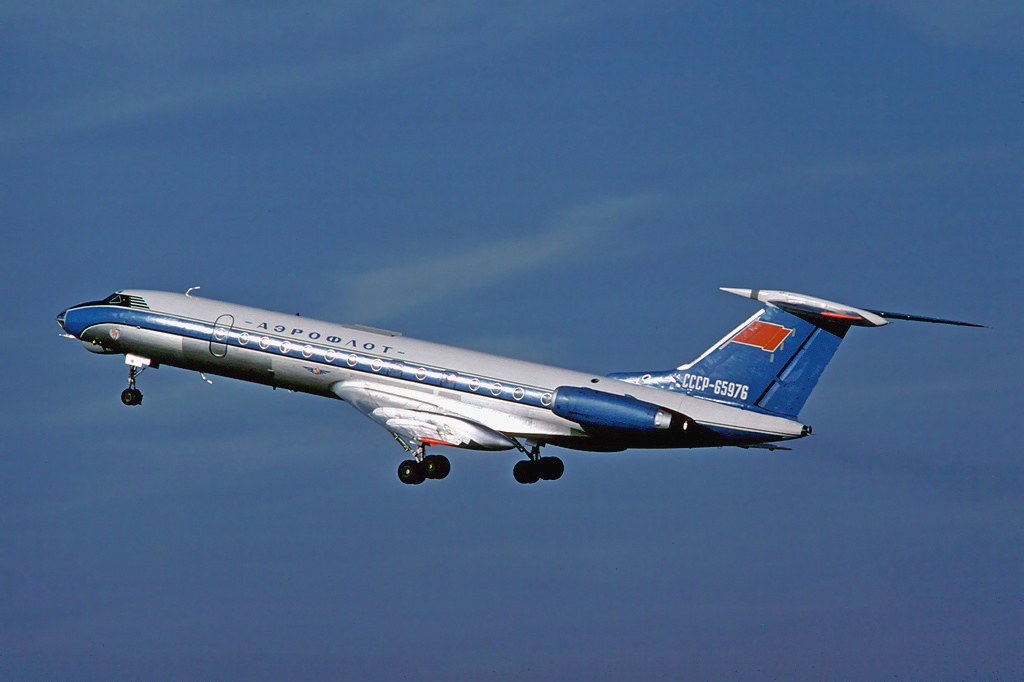
Tupolev Tu-134A CCCP-65976 dell'Aeroflot (1976)

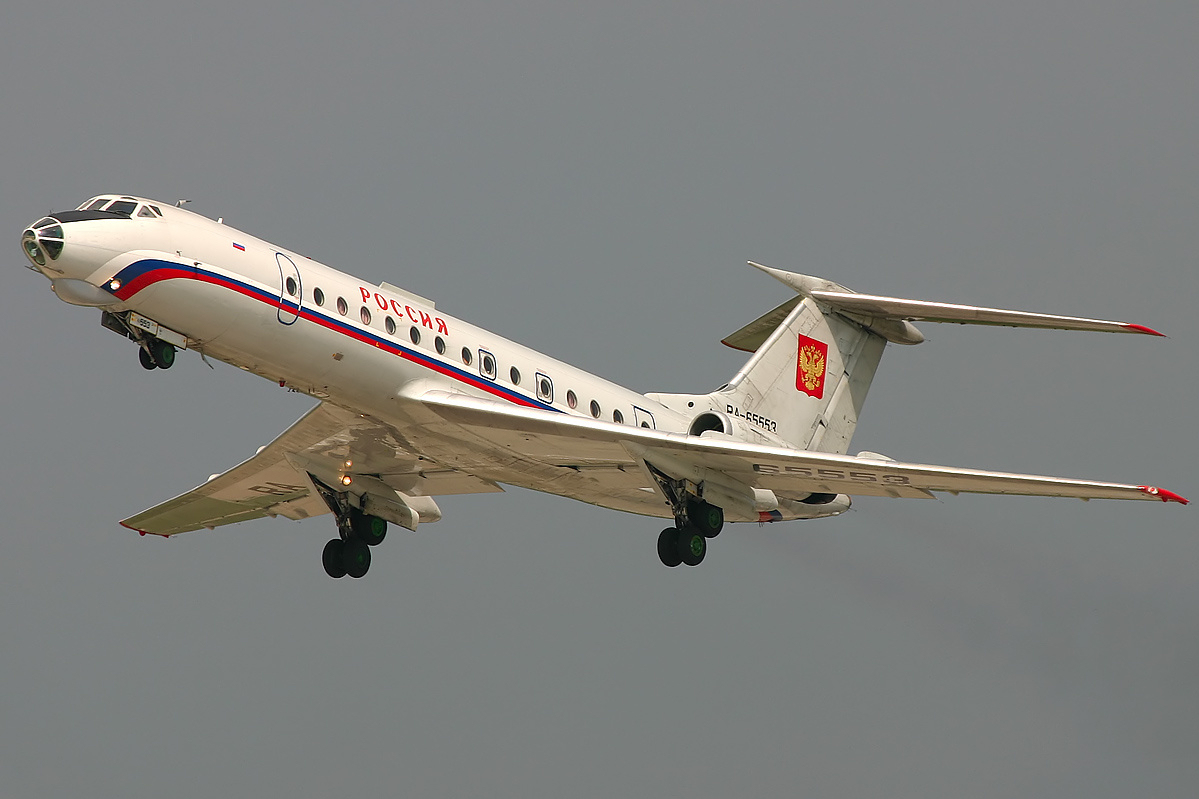
Tupolev Tu-134A della Rossija Airlines.

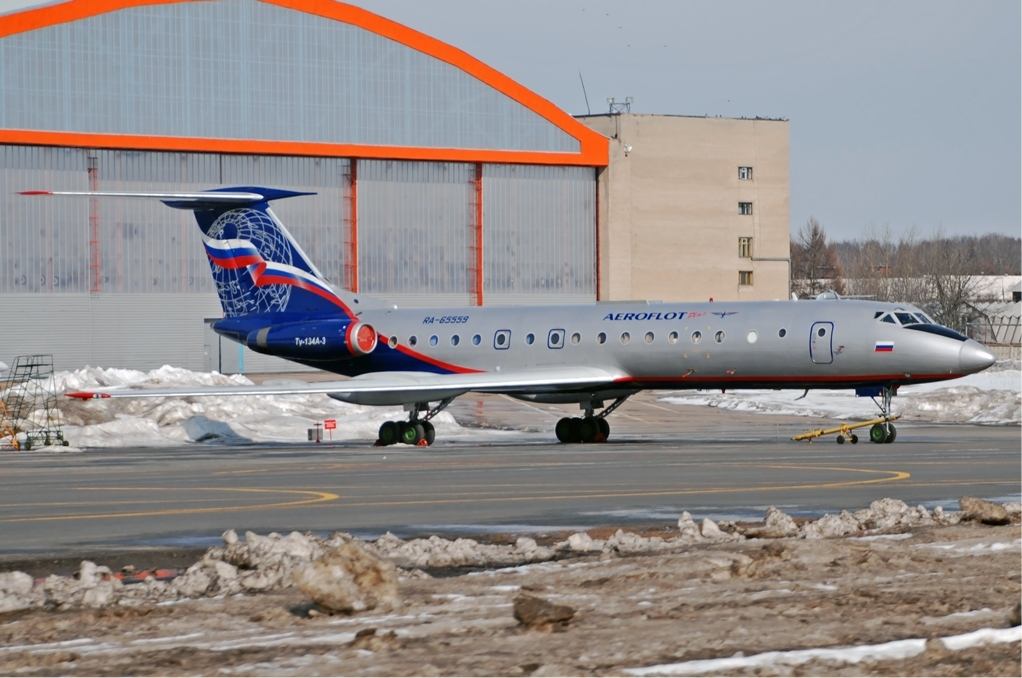
Tupolev Tu-134A-3 nella livrea dell'Aeroflot-Plus all'aeroporto di Mosca-Šeremet'evo.

versione con l'estremità del muso vetrata. La prima serie poteva ospitare fino a 64 passeggeri, successivamente la capacità è aumentata a 72 passeggeri. La denominazione originale era Tu-124A.
Tu-134A
seconda serie caratterizzata da motori più potenti, avionica migliorata e capacità incrementata a 84 passeggeri. Tutte le versioni "A" sono state prodotte con il muso vetrato ed il radar posizionato in un alloggiamento sotto il muso, ma alcune vennero modificate all standard "B" con il radar spostato nel radome anteriore.
Tu-134A-2
versione con muso vetrato modificato.
Tu-134A-3
seconda serie, motorizzata con 2 turboventole Aviadvigatel' Solov'ëv D-30-III.
Tu-134A-5
versione successiva.
Tu-134B
seconda serie, caratterizzata da 80 posti a sedere, radar spostato nel radome anteriore ed eliminazione del muso vetrato. Alcuni modelli "B" erano equipaggiati con serbatoi maggiorati per rotte a lungo raggio, riconoscibili da un notevole rigonfiamento nella parte inferiore della fusoliera.
Tu-134BV
versione speciale per sperimentazioni sul Buran.
Tu-134LK
versione per l'addestramento dei cosmonauti.

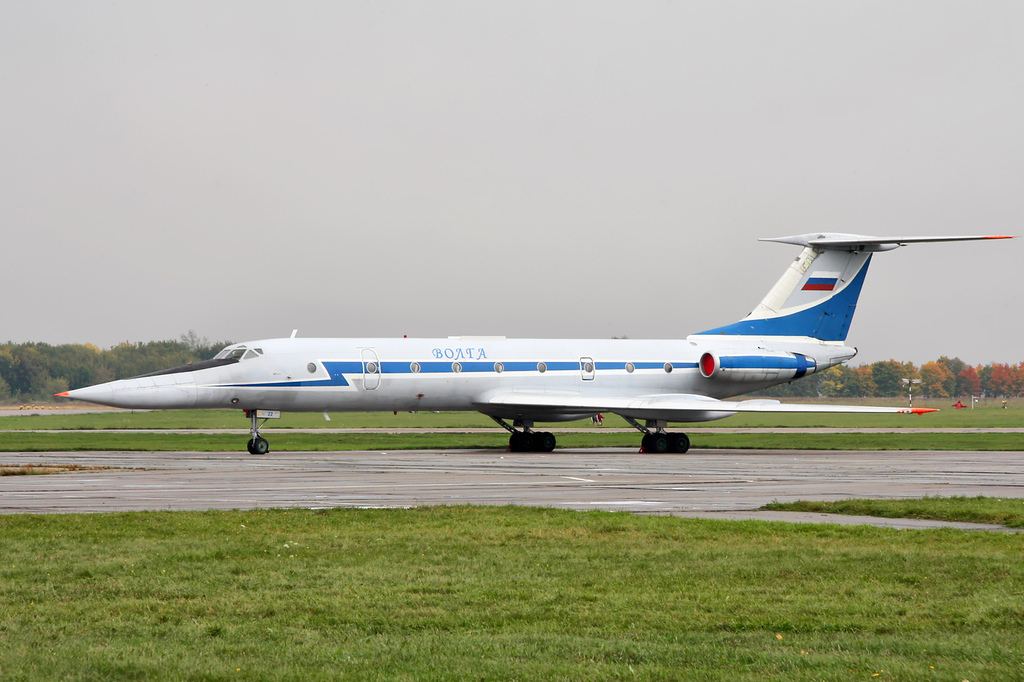
Tupolev Tu-134 UBL "Volga"

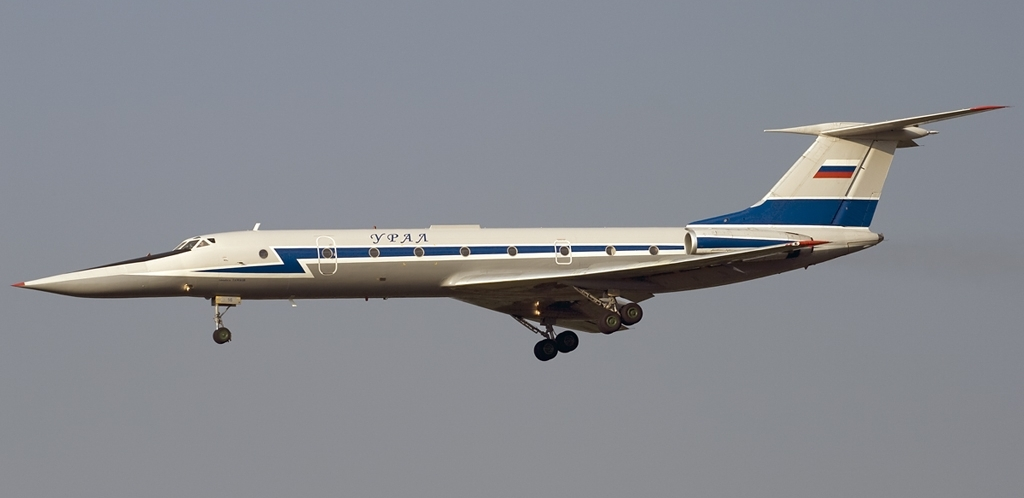
Tupolev Tu-134 UBL "Ural" nel volo.

Tu-134UBL
Noto anche come Tu-134A-4, è un velivolo da addestramento adibito all’addestramento dei futuri piloti e navigatori dei bombardieri strategici Tupolev Tu-22M3 e Tu-160.
Tu-134UBK
versione navale del Tu-134UBL, prodotta in un solo esemplare.
Tu-134BSh
versione per l'addestramento alla navigazione aerea, caratterizzato dall'avere un muso allungato e a punta, per poter ospitare il radar del Tu-22M.
Tu-134SKh
versione per la ricognizione aerea civile a scopi di controllo del territorio ed agricolo.

## Utilizzatori

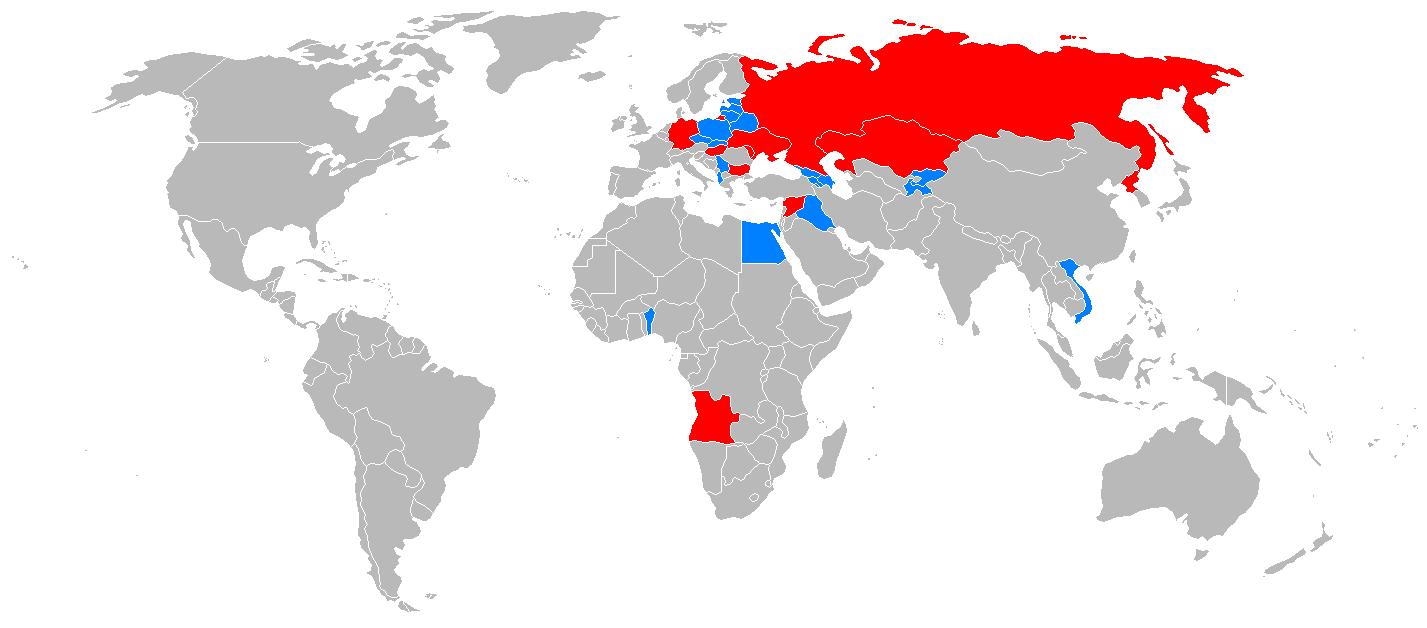
Mappa degli operatori mondiali del Tu-134: in rosso gli utilizzatori sia civili che militari, in blu solo quelli civili.

### Civili
All'agosto 2006 erano ancora in servizio un totale di 277 Tupolev Tu-134 (in tutte le versioni). I maggiori operatori, per numero di esemplari in servizio, erano: 223mo Distaccamento Aereo (15), Aeroflot-Nord (14), Albanian Airlines (alcuni) Azerbaijan Airlines (9), Belavia (11), Moskovia Airlines (2), Hemus Air (6), Kolavia (6), Pulkovo Aviation Enterprise (10), Rossiya Airlines (11), S-Air (6), Samara Airlines (6), Sirius-Aero (6), Tajik Air (9), UTair Aviation (31) and Jamal Airlines (10). Altre 55 compagnie operarono con un numero inferiore di esemplari.
Operatori attuali e passati:
Adjarian Airlines, Aeroflot, Aeroflot-Don, Aeroflot-Nord, Aeroflot-Plus, Aero Rent Airlines, Air Armenia, Airest, Air Kharkov, Air Koryo, Air Lithuania, Air Moldova, Air Ukraine, Alania Airlines, Albanian Airlines, Alrosa-Avia, Alrosa Mirnyj Air Enterprise, Armavia, Armenian Airlines, Astrakan Airlines, Astral, Atlant-Sojuz, Atyrau Airways, Aurela, Avcom, Aviaenergo, Aviaprima, Arkhangelsk Airlines, Azerbaijan Airlines, Aviogenex, Balkan Bulgarian Airlines, BAL Bashkirian Airlines, Belair, Belavia, Benin Golf Air, Black Sea Airlines, Cheboksary, Chelyabinsk Air Enterprise, Chernomorskie Airlines, CSA, Daghestan Airlines, EgyptAir, Enkor, Estonian Air, Euro-Asia Air, FlyLal, Gazpromavia, Georgian National Airlines, Gomelavia, Grizodubovoy, Moskovia Airlines, GST Aero, Harka Air, Hemus Air, Interflug, Iraqi Airways, Izhavia, KD Avia, Karat, Katekavia, Kazair West, Kirov Air, Kavminvodyavia, Kolkov Air, Komi Avia, Kosmos PO Aircompany, Kyrgyzstan, Kyrgyzstan Airlines, Lat Charter, Polskie Linie Lotnicze LOT, Malév Hungarian Airlines, Marsland Aviation, Meridian Air, Moscow Airways, NAPO, Orbi Georgian, Orenair, Orient Avia, Perm Airlines, Polet Airlines, Progress, Pulkovo Aviation Enterprise, Rossija Airlines, RusLine, Samal Air, Samara Airlines, Sibaviatrans, Syrian Arab Airlines, Tajikistan Airlines, Tatarstan Airlines, UM Airlines, UTair, UTAGE, Vietnam Airlines, Volga Aviaexpress, Voronezh Avia, Jamal Airlines, Yukos Avia, Zapoljar'e Aviakompanija.

### Militari
Angola
- Força Aérea Popular de Angola y Defesa Aérea y Antiaérea

 Bielorussia
- Voenno-vozdušnye sily i vojska protivovozdušnoj oborony

1 Tu-134 ex sovietico ricevuto nel 1992, ritirato.
 Bulgaria
- Protivovazdushna Otbrana i Voennovazdushni Sili

 Rep. Ceca
- Vzdušné síly armády České republiky

 Cecoslovacchia
- Češkoslovenske Vojenske Letectvo

 Corea del Nord
- Chosŏn Inmin Kun Konggun

3 Tu-134B-3 consegnati e tutti in servizio al novembre 2018.
 Georgia
- Sak'art'velos samxedro-sahaero dzalebi

 Germania Est
- Luftstreitkräfte und Luftverteidigung der Deutschen Demokratischen Republik

 Kazakistan
- Sil Vozdushnoy Oborony Respubliki Kazakhstan

 Moldavia
- Moldovan Air Force

 Polonia
- Siły Powietrzne

 Russia
- Voenno-vozdušnye sily Rossijskoj Federacii
- Aviacija Voenno-Morskogo Flota

 Siria
- Al-Quwwat al-Jawwiyya al-'Arabiyya al-Suriyya

 Ucraina
- Viys'kovo-Povitriani Syly Ukrayiny

1 Tu-134 in servizio all'aprile 2018.
 Ungheria
- Magyar Néphadsereg légiereje

 Unione Sovietica
- Sovetskie Voenno-vozdušnye sily
- Aviacija Voenno-Morskogo Flota

## Incidenti
Il 21 giugno 2011 il volo RusAir 243, un Tupolev 134 con 52 persone a bordo, si schianta su un'autostrada distante 1 km dall'aeroporto di Petrozavodsk. Al contatto con la terra si è spezzato in due prendendo fuoco. Nell'impatto sono morte 45 persone mentre sette sono rimaste ferite.